# Phare de Maasvlakte
Le phare de Maasvlakte est un phare inactif situé aux Pays-Bas près de Rotterdam et du port d'Europoort. Il n'est plus en service depuis 2008.

## Histoire
Le phare de Maasvlakte, appelé officiellement Kustlicht Maasvlakte, a été conçu par W. Colenbrander et construit en 1974. La tour a une hauteur de 65 mètres et est donc le plus haut phare des Pays-Bas. Selon l’association néerlandaise des phares, il s’agit également du dernier phare construit aux Pays-Bas.
La tour, située du côté ouest de la Maasvlakte, marquait l'entrée de la Nieuwe Waterweg et la zone située derrière Europoort. Avec la mise en service de cette tour, la fonction des deux anciens phares de Hoek van Holland a disparu.
La lumière a été éteinte le 8 octobre 2008. En raison de la construction de la Maasvlakte 2, le phare n'est plus directement sur la côte. Cependant, la tour est encore utilisée que comme installation radar.

## Description
La tour octogonale est en béton et comporte six bandes horizontales blanches et six bandes noires. La tour est sans personnel et n'est pas ouverte au public. Il est dirigé par Rijkswaterstaat. Au-dessus du phare se trouve l' installation de radar pour le guidage de navigation dans le port et au large des côtes. Une plaque a été placée sur la tour avec le poème Kustlicht Maasvlakte de Max Dendermonde.
Identifiant : ARLHS : NET-0455 ; ex-NL-0986 - ex-Amirauté : B0633 - ex-NGA : 114-9640.

### Lien connexe
- Liste des phares des Pays-Bas